# 침대 아래 스토커
《침대 아래 스토커》(영어: Under the Bed)는 2017년에 공개한 대니얼 미릭이 감독한 미국의 범죄 스릴러 텔레비전 영화이다.

## 출연진
- 해나 뉴 - 캘리 먼로 역
- 베벌리 디앤절로 - 샌드라 먼로 역
- 알렉시스 크라우스 - 로니 디트모어 역
- 라이언 오넌 - 브래드 볼거 역
- 팻 힐리 - 스토커 역